# HMS H6
HMS H6 – brytyjski okręt podwodny typu H. Zbudowany w roku 1915 w Canadian Vickers w Montrealu, gdzie okręt został wodowany 1 kwietnia 1915 roku. Rozpoczął służbę w Royal Navy 9 czerwca 1915 roku. Pierwszym dowódcą został Lt. R.N. Stopford.
19 stycznia 1916 roku HMS H6 wszedł na mieliznę w okolicy holenderskiej wyspy Schiermonnikoog, w wyniku czego okręt został internowany w Holandii. Po ponad roku negocjacji Royal Navy sprzedała okręt Holendrom i wszedł on do służby w Koninklijke Marine jako Hr.Ms. O 8. Okręt został zaopatrzony w peryskop zdemontowany z internowanego niemieckiego okrętu podwodnego SM UC-8. W 1921 roku okręt zatonął w Den Helder, jednak z powodu braku uszkodzeń został wydobyty i przywrócony do służby.
W czasie napadu Niemiec na Holandię podczas II wojny światowej roku okręt pozostawał w służbie holenderskiej. 14 maja 1940 roku został uszkodzony przez Holendrów. 15 maja niemieckie wojska zdobyły okręt i po remoncie włączono go do Kriegsmarine pod numerem U-D1. Okręt przydzielono do 1. Unterseebootsflottille w Kilonii, gdzie służył jako jednostka doświadczalna i szkolna. Pierwszym dowódcą został Krvkpt. Hermann Rigele, który dowodził okrętem od listopada 1940 do maja 1941 roku. W następnych miesiącach został przydzielony najpierw do 3. Unterseebootsflottille, a następnie do 5. Unterseebootsflottille. W grudniu 1941 roku okręt został przydzielony do U-Abwehrschule w Gdyni. 
Okręt został wycofany ze służby 23 listopada 1943 roku. 3 maja 1945 roku został samozatopiony w Kilonii, podobnie jak ponad 200 U-Bootów (operacja Regenbogen).